# 壘固大學
壘固大學 是一間位於緬甸克耶邦壘固鎮區的大學。

## 歷史
2014年時，壘固大学與其他緬甸的大學一起進行了保護缅甸薩爾溫江的研究。 壘固大學地质系還在當紐嶺地區發現了两个來自石炭紀的三葉蟲。 2023年緬甸内战期間，這所大学被改建為緬甸國防軍用於抵御叛军入侵壘固的軍事基地。在1107行動中，經過两天的戰鬥後壘固大學被克伦尼民族保卫军佔領。